# 阪神5131形・5331形電車
阪神5131形・5331形電車（はんしん5131がた・5331がたでんしゃ）は、かつて、阪神電気鉄道（阪神）が1981年より使用していた各駅停車用の通勤形電車（ジェットカー）である。普通用車両の量産車で初の電機子チョッパ制御車であり、制御装置のメーカーの違いで2形式に分かれていた。

## 概要
1980年から1981年にかけて実施された5151形および5311形の冷房改造において、同時に制御装置を回生ブレーキ付きの電機子チョッパ制御として実用試験を実施した。その結果、駅間距離が短くて発車、停車の回数が多く、ブレーキ初速の低い阪神本線の普通運用では省エネ率が30%を超えるなど、制御装置の初期コストに比べて電力回生量と力行電力節減量による電力節減効果のほうが高いことが判明した。
これを受けて、当時阪神唯一の非冷房車であった5231形の24両を電機子チョッパ制御装置搭載の新車で置き換えることとなり、1981年から1983年にかけて5131形14両、5331形10両の合計24両が製造され、5231形の代替を完了した段階で阪神の旅客車は全て冷房車となった。
車両形式は制御器のメーカーにより分かれており、5131形は東芝製、5331形は三菱電機製を搭載した。5131形は東芝の「とお（10）」から「1」、5331形は三菱の「みつ（3）」から「3」とされており、阪神の社内関係者の間では形式名よりも「東芝（チョッパ）」・「三菱（チョッパ）」の呼び名が浸透している。

## 構造

### 車体
車体は、先に製造された抵抗制御車の5001形（2代）と同一である。
座席はロングシートであり、薄緑色の格子柄の化粧板の模様と合わせて、他の普通系車両と変わりのない車内見付である。

### 主要機器
台車は住友金属工業製造のペデスタル式コイルばね台車FS-343を装着し、主電動機は東洋電機製造製TDK−814−B（出力75kW/300V）を4基搭載した。いずれも5231形の廃車発生品である。
制御装置は回生ブレーキ・抑速ブレーキ付きの電機子チョッパ制御を採用しており、5131形は東芝製BS-470-Aを、5331形は三菱電機製CFM-108-15-RHを搭載する。
ブレーキは回生ブレーキ併用の電磁直通ブレーキ（HSC-R）で、抑速ブレーキも装備する。補助電源装置は出力75kVAのCLG-346形電動発電機を、空気圧縮機は当初よりC-2000-M形を搭載している（5335のみC-2000-L (LA) を搭載）。
回生制動を行うため、離線対策として2両ユニット各車にパンタグラフを搭載した。パンタグラフは下枠交差式で、全車とも運転台側に設置されている。冷房装置は分散式冷房装置のMAU-13HAを6基搭載した。

## 改造工事

### 4両固定編成化
1987年12月のダイヤ改正で、普通運用の終日4両編成化が実施され、ジェットカー各形式は基本的に同形式で4両編成を組むこととなった。翌1988年から5001形と同様に4両固定編成化改造を行った。
中間組込の先頭車は運転台の撤去と客室への改装が行われ、簡易運転台が設置された。奇数番号車はパンタグラフを撤去するとともに、撤去跡に冷房装置を増設した。偶数番号車のうち神戸方先頭車のパンタグラフ搭載位置を連結面側に変更、同時に冷房装置の位置も入れ替えた。5131・5331の両形式とも同形式同士で4両編成を組むと2両ずつ余るため、最終増備車の5143-5144と5339-5340の2編成で混成4両編成を組成した。
前面は貫通幌と桟板が撤去され、幌枠のあった部分にステンレス製の飾り板が設けられた。前面・側面に行先表示器が設置された。車体側のジャンパ栓が撤去されたが、床下のジャンパ栓は存置されている。
1989年以降改造の車両は、乗務員室の冷房化を図るため、先頭車最前部の冷房装置がCU-10Hに交換されている。
改造は混成編成の5143 - 5144+5339 - 5340から始まり、ユニットを組む2両単位で改造が行われて1988年8月および9月に竣功、4両揃ってから固定編成が組成された。その後も同様に改造が行われ、1990年11月から12月にかけて竣功した5331 - 5332+5333 - 5334の編成を最後に全編成の4両固定編成化が完了し、両形式で4両×6編成が出揃った。

### 保全工事
震災復旧後の1996年から、5001形と同様に保全工事を開始した。中間車の神戸方の座席を2名分撤去し、車椅子スペースが設置された。また、ドアエンジンの交換も行った。初期に4両編成化を施工した車両は、先頭車最前部の冷房装置をCU-10Hに換装した。

## 阪神・淡路大震災
1995年1月17日に発生した兵庫県南部地震（阪神・淡路大震災）では、半数にあたる3編成12両が被災した。被災箇所とその後の経過は以下のとおり。
- 5131F (5131 - 5132 - 5133 - 5134) ：春日野道駅停車中に被災
- 5139F (5139 - 5140 - 5141 - 5142) ：高速神戸駅留置中に被災
- 5335F (5335 - 5336 - 5337 - 5338) ：石屋川車庫3番線留置中に被災

- 5131Fは応急補修のうえ三宮駅に引き上げ、2月1日に復旧した三宮駅 - 高速神戸駅間の運用に投入。その後運用区間を西灘駅 - 新開地駅間に拡大、6月26日の全線復旧後は尼崎車庫に収容、5131 - 5132は8月9日、5133 - 5134は8月18日に復旧。
- 5139Fも5131Fと同様に応急補修のうえ、三宮駅 - 高速神戸駅間、後には西灘駅 - 新開地駅間の運用に投入。
- 5335Fは大阪市西淀川区に設けられた仮設の車両置き場へ搬入。破損程度の大きい5337 - 5338は3月31日付で廃車、5335 - 5336は7月5日に復旧。

この結果、5335Fが連結相手を失ったことから編成替えを実施、混成編成の5143Fを分解して、5339 - 5340を5335 - 5336の神戸方に連結して新5335Fとした。余った5143 - 5144は同じく連結相手を失った5269 - 5270を神戸方に連結して、5143 - 5144+5269 - 5270で4両編成を組成することとなった。なお、4両編成化改造第1号の5340と後期改造の5335では、先頭車最前部に搭載している冷房装置が、前者はMAU-13HA、後者がCU-10Hと前後で異なっていた。この組成変更で同一編成内での複数の制御装置メーカーの混在が解消された。(後に1999年の組成変更で再度発生)
車両不足を補うため、設計が進んでいた5500系の製造が前倒しされるとともに、5500系による置き換えの対象であった5261形、5311形の運用期間が延長された。

## 運用
本形式の第1編成である5131 - 5132の2両は、1981年7月6日付で廃車となった5231形5241 - 5242の代替として、同年8月7日付で竣功、本線および西大阪線の普通運用に投入された。
引き続いて同年9月30日に5133 - 5134、同年11月27日に5331 - 5332が竣功、同数の5231形を置き換えたほか、5001（2代）・5261・5151・5311の各形式とともに、早朝深夜およびデータイムの西大阪線では2両編成、それ以外の時間の本線普通およびラッシュ時の西大阪線では4両編成を組成するなど、冷房車のみで分割併合を実施した。5131・5331の両形式が増備されるに連れて5231形は予備車扱いとなり、1982年の夏季には運用のやり繰りで5231形を投入する機会はほとんどなくなり、実質的には冷房化率100%といっても差し支えないような状態になった。
1983年4月7日付で最後の5231形である5249 - 5252が廃車された後、同日付で5339 - 5340が、同年4月30日付で5143-5144が竣功して置き換えを完了した。その結果、阪神の営業用車両の100%冷房化が達成された。
全車就役後も、本形式は形式を問わず前述のような普通系車両の分割併合運用を行っていたことから、同形式だけで4両編成を組んだほか、他形式とも分割併合のうえ4両編成を組んでいた。1987年には全ての普通車が終日4両編成となった。
1999年の5261形1次車の全廃に伴い、5143 - 5144の連結相手が5311形の5313-5314に変更された。5143-5144は行先表示幕を「普通」表示に固定し、5311形に合わせて運行標識板を併用している（回送列車の場合は表示幕の「回送」表示と回送の運行標識板を併用する）。

## 廃車
5143・5144は連結相手の5311形とともに2010年に5550系による代替対象となり、同年10月13日に廃車となった。
その後、電機子チョッパ制御に使用する部品の調達が困難になり制御器の更新が必要となったが、台車が5231形からの流用品で老朽化が進んだため、5700系へ代替することとなる。5335Fが2015年12月21日付で、5331Fが2017年3月13日付けで廃車され、5131形より先に5331形が廃形式となった。
続いて5131形の廃車も再開し、2017年7月には5135Fが、同年11月には5139Fが廃車され、2019年4月1日時点では5131形1編成4両 (5131F) が残るのみとなっていたが、5131Fが2019年5月22日付けで廃車となり、5131形も廃形式となった。

## 編成表

### 登場時
5131形は1981年8月から1983年4月にかけて5131 - 5144の14両が、5331形は同じく1981年11月から1983年4月にかけて5331 - 5340の10両が製造された。
| ← 大阪神戸 → | ← 大阪神戸 → | 竣工           |
| クモハ Mc1   | クモハ Mc2   |                |
| 5131         | 5132         | 1981年8月7日   |
| 5133         | 5134         | 1981年9月30日  |
| 5135         | 5136         | 1982年2月6日   |
| 5137         | 5138         | 1982年5月29日  |
| 5139         | 5140         | 1982年9月22日  |
| 5141         | 5142         | 1983年2月5日   |
| 5143         | 5144         | 1983年4月30日  |
| クモハ Mc1   | クモハ Mc2   |                |
| 5331         | 5332         | 1981年11月27日 |
| 5333         | 5334         | 1982年3月30日  |
| 5335         | 5336         | 1982年7月29日  |
| 5337         | 5338         | 1982年11月30日 |
| 5339         | 5340         | 1983年4月7日   |

### 固定編成化後
震災の前日、1995年1月16日現在。
| ← 大阪神戸 → | ← 大阪神戸 → | ← 大阪神戸 → | ← 大阪神戸 → | 備考                       |
| クモハ Mc1   | モハ M2      | モハ M1      | クモハ Mc2   |                            |
| 5131         | 5132         | 5133         | 5134         |                            |
| 5135         | 5136         | 5137         | 5138         |                            |
| 5139         | 5140         | 5141         | 5142         |                            |
| 5331         | 5332         | 5333         | 5334         |                            |
| 5335         | 5336         | 5337         | 5338         | 5337・5338は1995年震災廃車 |
| 5143         | 5144         | 5339         | 5340         | 1995年編成解消             |

### 震災復旧後
1996年3月31日現在。
| ← 大阪神戸 → | ← 大阪神戸 → | ← 大阪神戸 → | ← 大阪神戸 → | 備考           |
| クモハ Mc1   | モハ M2      | モハ M1      | クモハ Mc2   |                |
| 5131         | 5132         | 5133         | 5134         |                |
| 5135         | 5136         | 5137         | 5138         |                |
| 5139         | 5140         | 5141         | 5142         |                |
| 5331         | 5332         | 5333         | 5334         |                |
| 5335         | 5336         | 5339         | 5340         | 1995年編成組成 |
| クモハ Mc1   | モハ M2      | クモハ Mc1   | クモハ Mc2   |                |
| 5143         | 5144         | (5269)       | (5270)       | 1999年編成解消 |

### 組成変更後
2006年4月1日時点。
| ← 大阪神戸 → | ← 大阪神戸 → | ← 大阪神戸 → | ← 大阪神戸 → | 廃車           | 備考           |
| クモハ Mc1   | モハ M2      | モハ M1      | クモハ Mc2   |                |                |
| 5131         | 5132         | 5133         | 5134         | 2019年5月22日  |                |
| 5135         | 5136         | 5137         | 5138         | 2017年7月6日   |                |
| 5139         | 5140         | 5141         | 5142         | 2017年11月30日 |                |
| 5331         | 5332         | 5333         | 5334         | 2017年3月13日  |                |
| 5335         | 5336         | 5339         | 5340         | 2015年12月21日 |                |
| クモハ Mc1   | モハ M2      | クモハ Mc1   | クモハ Mc2   |                |                |
| 5143         | 5144         | 5313         | 5314         | 2010年10月13日 | 1999年組成変更 |

5131形
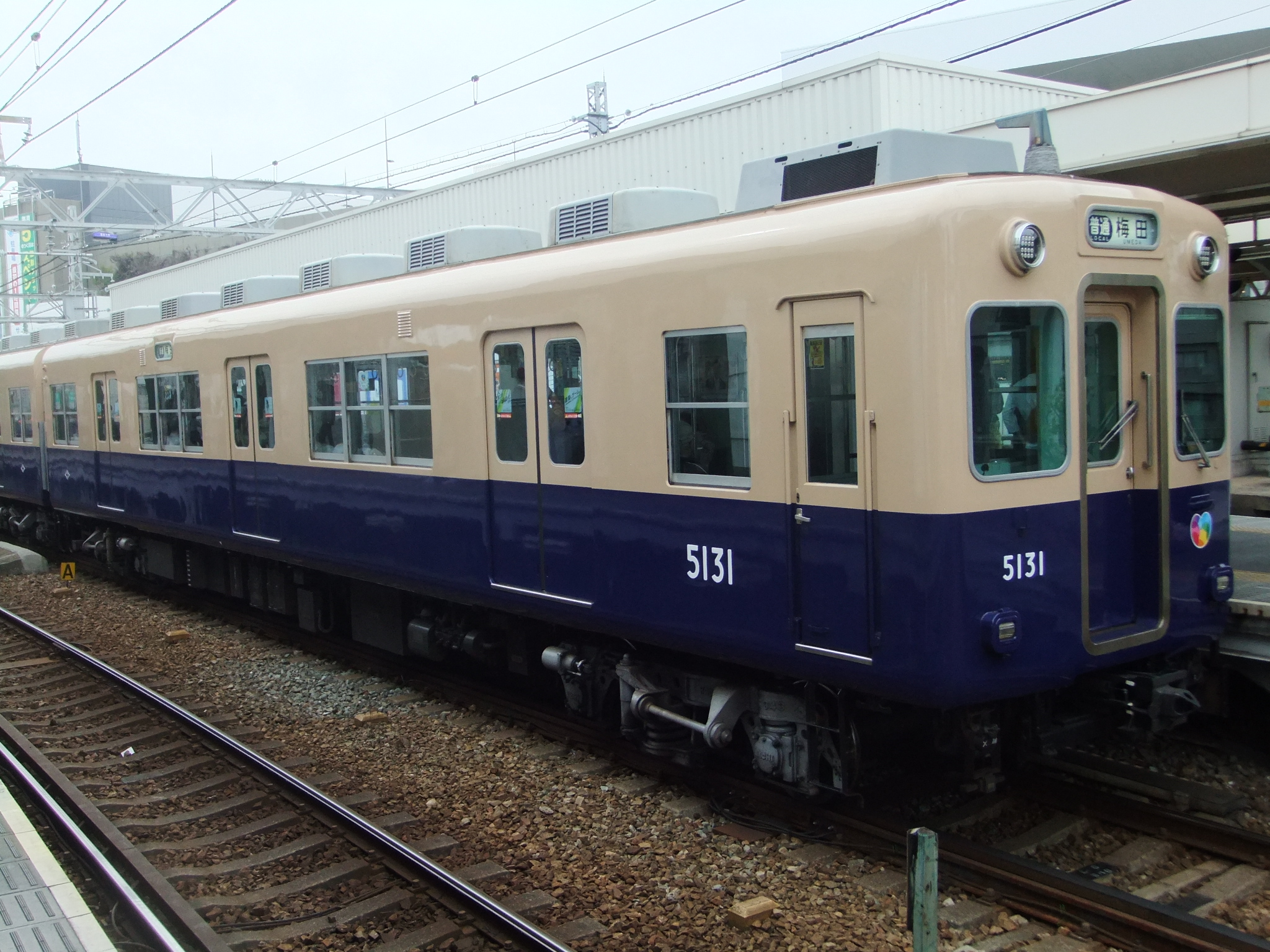
5131
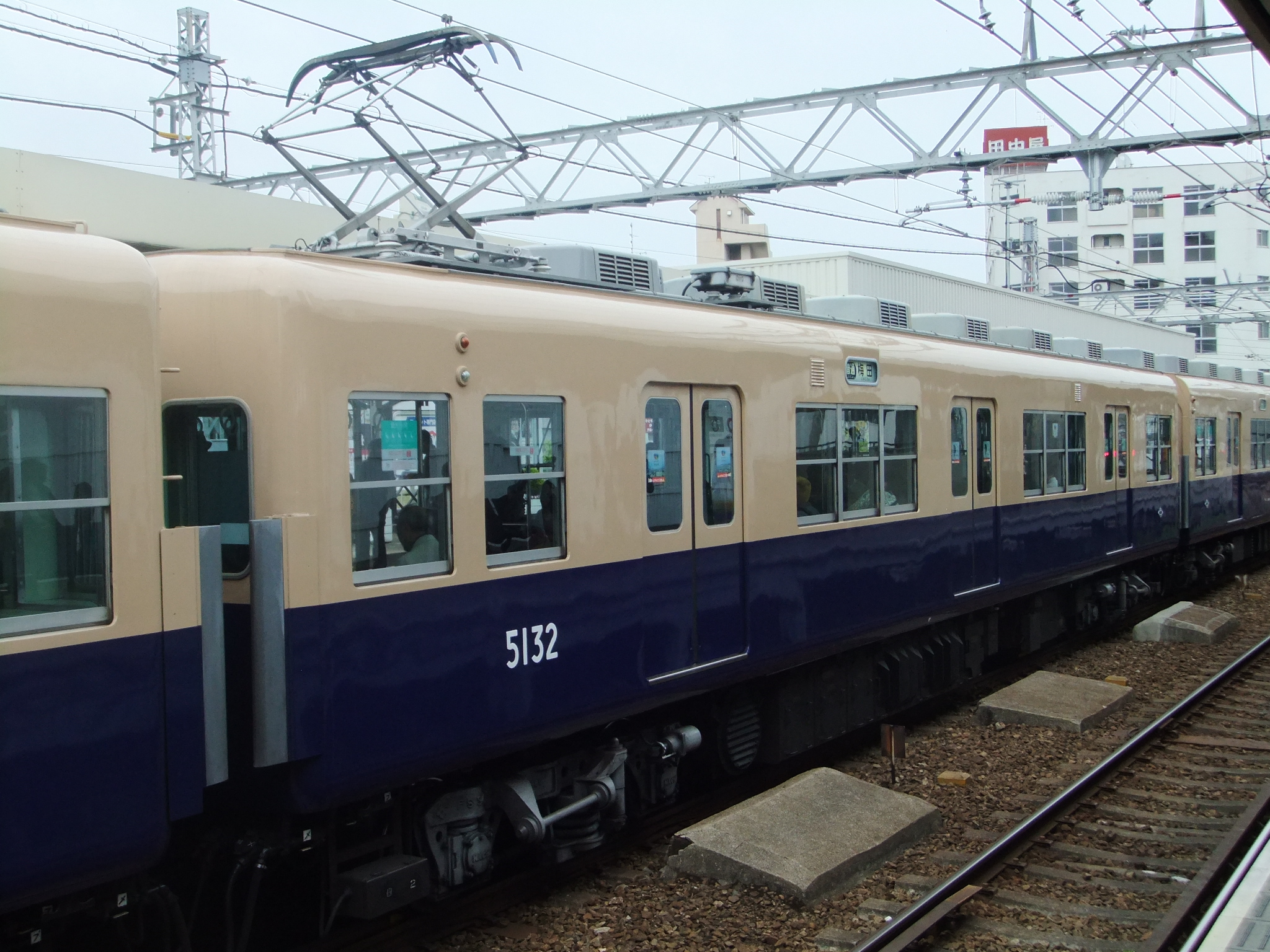
5132
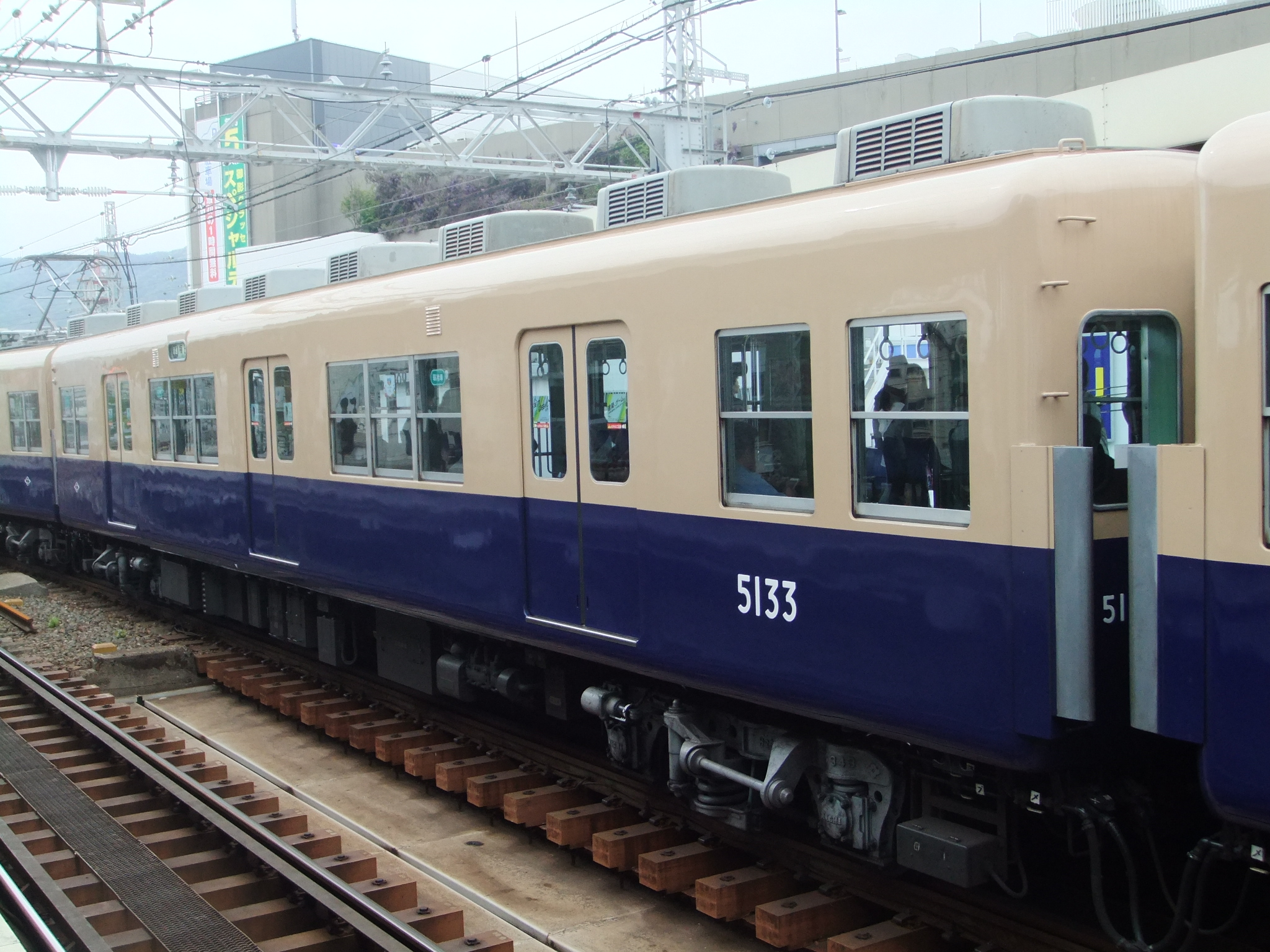
5133
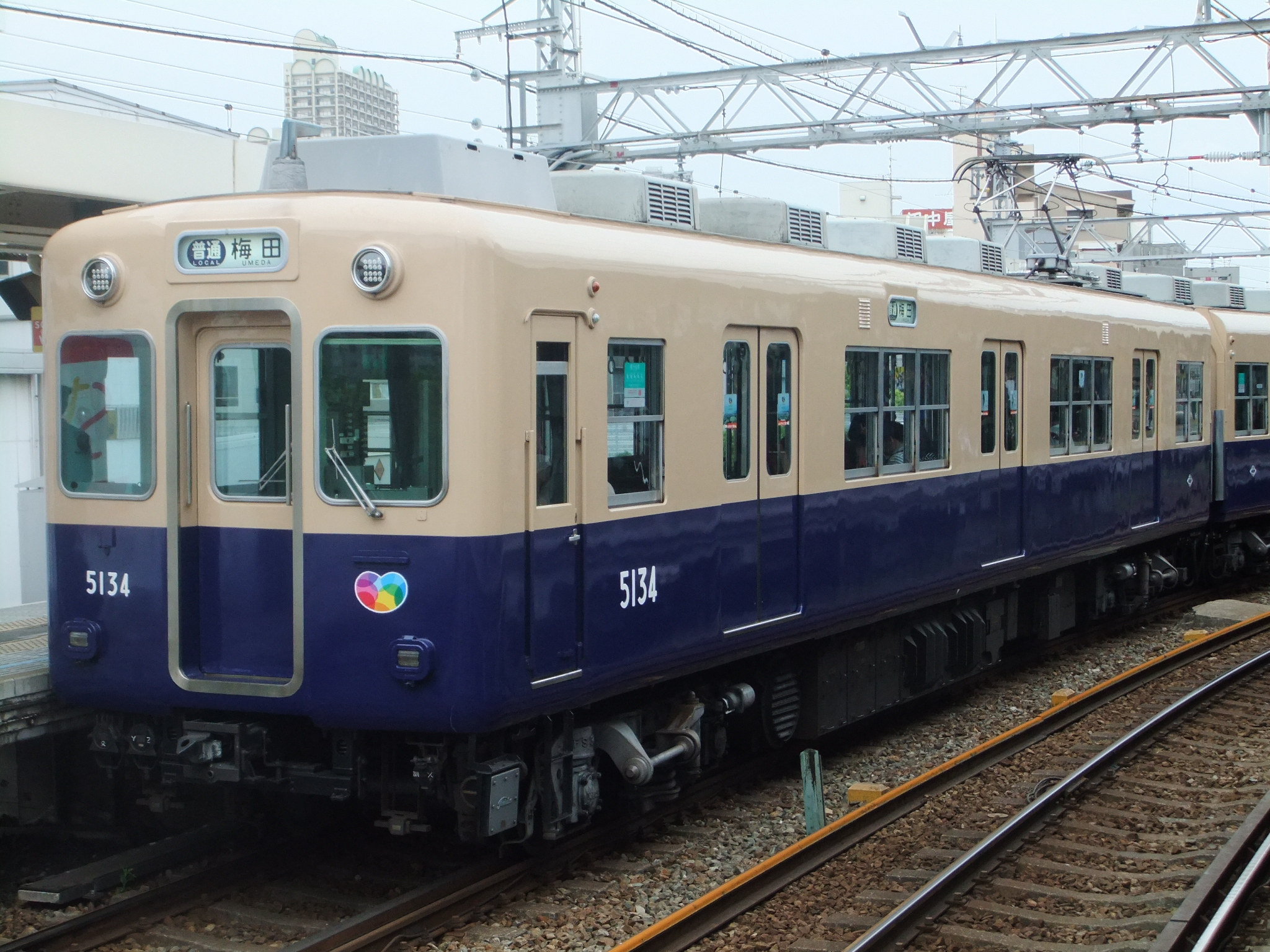
5134